# Trångsunds distrikt
Trångsunds distrikt är ett distrikt i Huddinge kommun och Stockholms län. 
Distriktet ligger öster om Huddinge centrum. 

## Tidigare administrativ tillhörighet
Distriktet inrättades 2016 och utgörs av en del av Huddinge socken i Huddinge kommun.
Området motsvarar den omfattning Trångsund-Skogås församling (då kallad Trångsunds församling) hade 1999/2000 och fick 1974 efter utbrytning ur Huddinge församling.